# NGC 1678
NGC 1678 (również PGC 16179) – galaktyka soczewkowata (S0), znajdująca się w gwiazdozbiorze Oriona. Odkrył ją William Herschel 1 lutego 1786 roku.